# لويس بيتري
لويس ألفونسو بيتري (بالإسبانية: Luis Alfonso Petri) (سان مارتن، مقاطعة ميندوزا، 1 أبريل 1977)، محامٍ وسياسي أرجنتيني ينتمي إلى الاتحاد المدني الراديكالي. منذ 10 ديسمبر 2023، شغل منصب وزير الدفاع في الأرجنتين تحت إدارة خافيير مايلي. كان نائبًا إقليميًا في الدائرة الانتخابية الثانية من عام 2006 إلى عام 2013 ونائبًا وطنيًا عن مقاطعة ميندوزا من عام 2013 إلى عام 2021، حيث خدم لفترتين متتاليتين.
1. ↑   https://web.archive.org/web/20210907110727/https://legisladores.directoriolegislativo.org/Argentina/Legislador/266. {{استشهاد ويب}}: |url= بحاجة لعنوان (مساعدة) والوسيط |title= غير موجود أو فارغ (من ويكي بيانات) (مساعدة)
2. ↑  "Mapa del Estado". mapadelestado.jefatura.gob.ar/ (بالإسبانية). Archived from the original on 2025-06-11. Retrieved 2025-06-25.